# Pisky
Pisky (in ucraino Піски?; in russo Пески?, Peski), è un villaggio dell'Ucraina situato nel distretto di Pokrovs'k dell'oblast' di Donec'k.

## Storia

### Guerra del Donbass

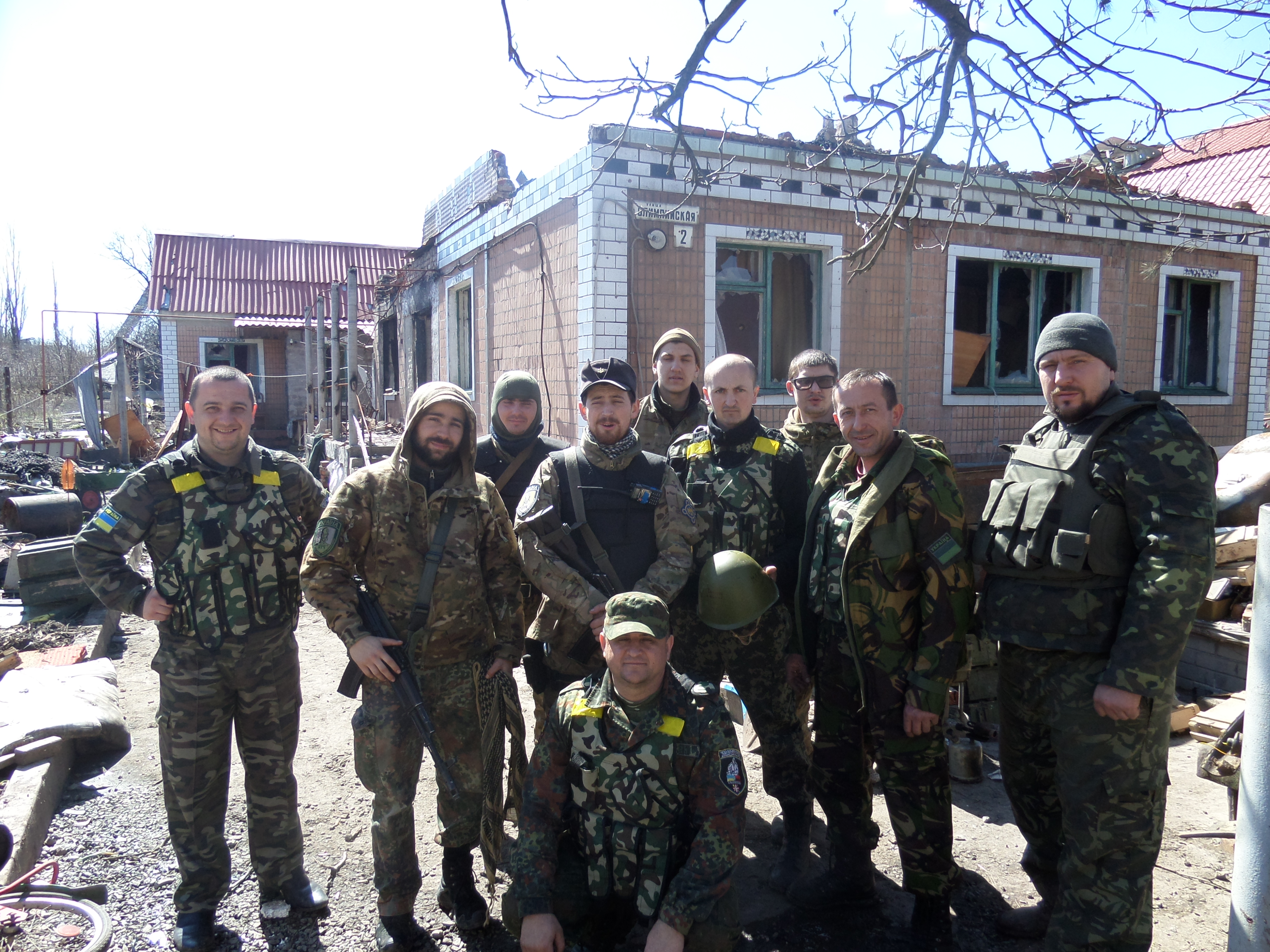
Soldati ucraini a Pisky nel 2015, un anno dopo gli scontri più intensi.

In seguito alla guerra del Donbass si è trovato sulla linea del fronte e si è completamente spopolato, diventando una postazione fortificata ucraina.

### Invasione russa del 2022
L'insediamento è stato oggetto di pesantissimi bombardamenti durante l'invasione russa dell'Ucraina del 2022, prima di essere preso d'assalto dalle forze della Repubblica Popolare di Doneck. Più volte, la leadership russa aveva dichiarato di aver preso il controllo del villaggio, ma è solo dopo diversi mesi, tra agosto e settembre 2022, che il villaggio è passato fermamente sotto il controllo russo.